# Крамаров, Абрам Давыдович
Крамаров Абрам Давидович — советский металлург, лауреат Сталинской премии.

## Биография
Родился в XIX веке. В 1940-х годах занимался работой над различными оборонными проектами. Работал в Ленинградском политехническом институте, НИИ № 13. С 1950 по 1960 год в Сибирском металлургическом институте заведовал кафедрой электрометаллургии. Доктор технических наук. Подготовил несколько кандидатов наук.

## Научные труды
- Крамаров, Абрам Давидович. Производство стали в электропечах : [Учебник для вузов по специальности «Металлургия чёрных металлов"] / А. Д. Крамаров ; Сев.-зап. заоч. политехн. ин-т. — Москва : Металлургия, 1969. — 350 с. : ил. ; 21 см. — Библиогр.: С. 342—350 (195 назв.). — 6500 экз.. — (в пер.)
- Производство стали в электропечах [Текст] : [Учебник для студентов вузов по специальности «Металлургия черных металлов»]. — Москва : Металлургиздат, 1958. — 439 с. : ил.; 23 см.
- Электрометаллургия ферросплавов [Текст] / Инж. А. Д. Крамаров. — Ленинград ; Москва : Онти. Глав. ред. лит-ры по черной металлургии, 1936 (Л. : тип. «Кр. печатник»). — Переплет, 312 с. : ил.; 23х16 см.
- Электрометаллургия стали и ферросплавов : (общий курс) : учебник для студентов металлургических специальностей вузов / А. Д. Крамаров, А. Н. Соколов. — Москва : Металлургия, 1976. — 375, [1] с. : ил., табл. ; 22 см
- Физико-химические процессы производства стали [Текст] / А. Д. Крамаров, проф. д-р техн. наук. - Москва : Металлургиздат, 1954. - 200 с. : ил.; 23 см.
- Производство стали в электропечах [Текст] : [Учебник для вузов по специальности "Металлургия черных металлов"] / Проф. д-р техн. наук А. Д. Крамаров ; Сев.-зап. заоч. политехн. ин-т. - 3-е изд., перераб. - Москва : Металлургия, 1969. - 350 с. : ил.; 21 см.